# Daryl Bultor
Daryl Georges Bultor (Basse-Terre, 17 novembre 1995) è un pallavolista francese, centrale del Tourcoing.

## Palmarès

### Nazionale (competizioni minori)
- Campionato europeo under 20 2014
- Memorial Hubert Wagner 2017
- Memorial Hubert Wagner 2018